# Sistema de Datos Astrofísicos
El Sistema de Datos Astrofísicos (Astrophysics Data System en inglés o ADS sus siglas) es una base de datos en línea, financiada por la NASA, con más de cinco millones de artículos científicos sobre astronomía y astrofísica en revistas especializadas. Tiene disponibles los resúmenes de los artículos de forma gratuita, así como numerosos artículos antiguos escaneados, disponibles como ficheros GIF o PDF. Los artículos más modernos contienen enlaces a sus versiones electrónicas en el servidor web de la revista científica. Estos se encuentran disponibles generalmente solo bajo suscripción a las correspondientes revistas. 
El ADS es una herramienta para la investigación y ha impactado positivamente en la eficacia de la búsqueda de datos astronómicos desde su inicio en 1992. Los beneficios del sistema ADS ascienden a varios cientos de millones de dólares al año y ha triplicado el número de lectores de revistas científicas de astronomía.
El uso de ADS entre los astrónomos profesionales es amplio y sus estadísticas son utilizadas a veces para explorar el impacto de un artículo o investigador así como las tendencias globales en el campo de la astronomía. Por ejemplo, se ha encontrado que la investigación en astrofísica producida en un país dado es proporcional al cuadrado del PNB per cápita del país.

## Desarrollo
Durante muchos años, un problema creciente en la investigación astronómica era que el número de artículos publicados en las principales revistas astronómicas iba en constante aumento, lo que hacía difícil para los astrónomos mantenerse al día de los últimos descubrimientos e investigaciones. Durante el decenio de 1980, se decide construir un sistema electrónico de indexación de documentos de investigación astronómica que permitiera un acceso ágil a la información.
La primera sugerencia sobre desarrollar una base de datos de resúmenes de artículos se hizo en una conferencia sobre astronomía de grandes bases de datos, celebrada en Garching bei München en 1987. Su desarrollo inicial se llevó a cabo durante los dos años siguientes y en 1991 tuvo lugar un debate sobre cómo integrar la nueva base de artículos con la base de datos SIMBAD, que contiene todos los objetos del catálogo de objetos exteriores al sistema solar, para crear un sistema en el que los astrónomos pudieran buscar todos los documentos escritos sobre un determinado objeto.
La versión inicial de la ADS, con una base de datos que constaba de 40 documentos, se creó como prueba del concepto en 1988. La base de datos de la ADS se conectó con la base de datos SIMBAD en el verano de 1993. Hasta 1994, el servicio estaba disponible a través de una red de software propietario, pero se transfirió a la naciente World Wide Web a principios de ese año. El número de usuarios del servicio se cuadruplicó en las cinco semanas siguientes a la introducción de la ADS de servicio basado en la web.
Inicialmente, los artículos científicos disponibles a través de ADS fueron digitalizaciones de mapas de bits del documento creado a partir de las revistas; pero a partir de 1995, el Diario Astrofísico comenzó a publicar una edición en línea, seguido por las demás revistas importantes, como "Astronomía y Astrofísica" y el mensual Notices of the Royal Astronomical Society. El ADS ha proporcionado enlaces a estas ediciones electrónicas desde sus inicios. Desde 1995, el número de usuarios de ADS se ha duplicado cada dos años. ADS tiene acuerdos con casi todas las revistas astronómicas para la distribución de resúmenes. Este servicio provee artículos escaneados de fechas que se remontan a los comienzos del siglo XIX. En la actualidad contiene más de cinco millones de documentos. El servicio se distribuye por todo el mundo, estando la base de datos sincronizada mediante actualizaciones semanales.

## Datos en el sistema
Los documentos están indexados en la base de datos de su registro bibliográfico, que contiene los detalles de la revista en que se publicaron y otros metadatos asociados. Los registros bibliográficos están almacenados como elementos XML, con sub-elementos de metadatos.
Desde la aparición de las ediciones en línea de revistas, los resúmenes se cargan en el ADS con el texto completo de revistas disponibles para los suscriptores. Muchos artículos más antiguos ya fueron escaneados, y un resumen es creado usando software de reconocimiento óptico de caracteres. Artículos anteriores a 1995, por lo general se consideran libres, de acuerdo con los editores de la revista.
Los artículos escaneados se guardan en formato TIFF. Los archivos TIFF se convierten a demanda en archivos GIF para la visualización en pantalla, y en archivos PDF o PostScript para imprimir. Los archivos generados permiten eliminar frecuentes regeneraciones innecesarias del caché de artículos de divulgación. Al 2000, el ADS contenía 250 GB de scans, que consistía en 1,128,955 páginas de artículos que comprende 138.789 artículos. Para 2005 esto había crecido hasta 650 GB, y se espera que crezca aún más, a alrededor de 900 GB para el 2007.
La base de datos inicialmente solo contenía referencias astronómicas, pero ahora ha crecido hasta incorporar tres bases de datos, que abarcan la astronomía (incluyendo las ciencias planetarias y física solar) las referencias, la física (incluida la instrumentación y las ciencias de la tierra) las referencias, así como preimpresiones de documentos científicos de arXiv. La astronomía es la base de datos más avanzada y voluminosas y su utilización representa alrededor del 85% del total de uso de la ADS. Los artículos son asignados a las diferentes bases de datos según el tema en vez de por la revista en que se publicaron, por lo que los artículos de cierto objeto en cierta revista pueden aparecer en cualquier de las tres bases de datos. La separación de las bases de datos permite adaptar la búsqueda en cada disciplina, por lo que las palabras pueden ser diferentes funciones de peso en las búsquedas de bases de datos diferentes, dependiendo de la forma en que son comunes en el ámbito pertinente.
Los datos en el archivo de preimpresión se actualiza diariamente a partir de la arXiv, el repositorio principal de preimpresiones de física y  astronomía. El advenimiento de los servidores de preimpresión tuvo, al igual que la ADS, un impacto significativo sobre la tasa de la investigación astronómica, ya que los artículos suelen ser puestos a disposición de los servidores de preimpresión semanas o meses antes de su publicación en las revistas. La incorporación de preimpresiones en la arXiv de ADS significa que el motor de búsqueda puede devolver la mayoría de las investigaciones actuales disponibles, con la salvedad de que es posible que las preimpresiones no hayan sido revisados por expertos o pueda haber pendiente correcciones para su publicación en las principales revistas.

## Software y hardware
El software que gestiona el sistema ha sido escrito específicamente para él, lo que permite una amplia personalización a las necesidades astronómicas que no habría sido posible con un software de propósito general de bases de datos. Los scripts están diseñados para ser lo más independientes de la plataforma como sea posible, habida cuenta de la necesidad de facilitar el reflejo de los distintos sistemas en todo el mundo, aunque el creciente predominio de Linux como sistema operativo de elección dentro de la astronomía ha llevado a aumentar la optimización de las secuencias de comandos para instalación en esta plataforma.
El principal servidor de ADS se encuentra en el Harvard-Smithsonian Center for Astrophysics, en Cambridge, Massachusetts, y es una sola PC con dos CPUs de 3,6 GHz y 6 GB de RAM, corriendo la Fedora Core distribución Linux. Existen sspejos se encuentran en la Argentina, Brasil, Chile, China, Francia, Alemania, India, Japón, Rusia, Corea del Sur y el Reino Unido.

## Indexación
ADS recibe los resúmenes o tablas de contenido de cerca de doscientas revistas fuentes. El servicio puede recibir los datos que se refieren al mismo artículo de múltiples fuentes, y crea una referencia bibliográfica sobre la base de la forma más precisa los datos de cada fuente. El uso común de TeX y LaTeX en casi todas las revistas científicas facilita la incorporación de los datos bibliográficos en el sistema en un formato normalizado, y la importación de HTML con código de artículos basados en la web también es sencillo.
ADS mantiene una extensa base de datos de nombres de autores, que también se utiliza en la búsqueda de la base de datos.
Para los artículos electrónicos, una lista de las referencias dadas al final del artículo es fácil de extraer. Para artículos escaneados, la referencia se basa en la extracción de OCR. La base de datos de referencia puede ser "invertida" de la lista de citas para cada documento en la base de datos. En el pasado se han utilizado listas de citas para identificar los artículos de divulgación de la base de datos que faltan, la mayoría eran previos a 1975 y ahora se han añadido al sistema.

## Cobertura
La base de datos contiene actualmente más de siete millones de artículos. En los casos de las principales revistas de astronomía (Astrophysical Journal, Diario Astronómico, Astronomía y Astrofísica, Publicaciones de la Sociedad Astronómica del Pacífico y la Monthly Notices of the Royal Astronomical Society), la cobertura es completa, con todos los temas indexados desde el número 1 hasta el presente. Estas publicaciones representan aproximadamente dos tercios de los documentos en la base de datos, siendo el resto de artículos publicados en más de 100 revistas de todo el mundo.
Si bien la base de datos contiene el contenido completo de todas las grandes revistas y muchas menores, su cobertura de las referencias y citas es mucho menos completa. Las referencias y citas de artículos en las principales revistas son bastante completa.

## Buscador

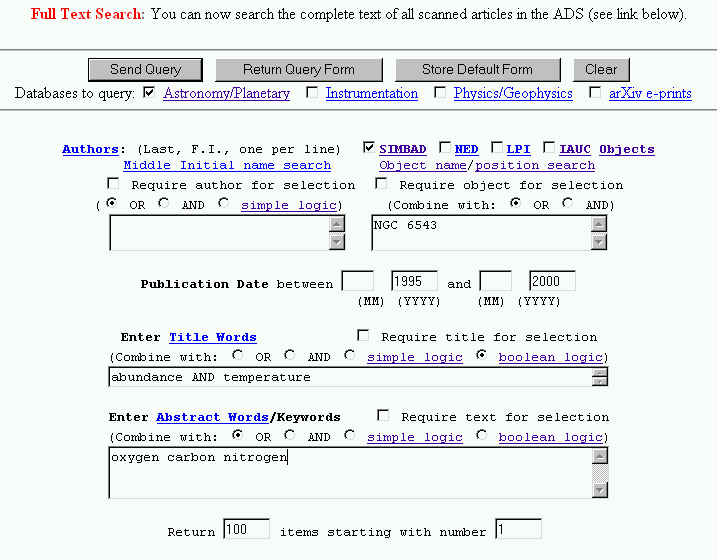
Un ejemplo de una búsqueda avanzada combinando objeto, título, abstract con filtro de fecha

ADS posee un sofisticado motor de búsqueda para consultar el resumen y las bases de datos. El motor de búsqueda es específico para la búsqueda astronómica de resúmenes, y el motor y su interfaz asumen el usuario está bien versado en astronomía y puede interpretar los resultados de búsqueda. La base de datos puede ser consultada por nombres de autores, nombres de objeto astronómicos, palabras del título, y palabras en el resumen, y los resultados se pueden filtrar en función de varios criterios.

### Nombre de búsquedas
La habilidad de ADS para buscar documentos sobre objetos astronómicos es una de sus capacidades más potentes. El sistema utiliza las bases de datos de SIMBAD, NASA / IPAC Extragaláctica, la Unión Astronómica Internacional y Circulares Lunar y Planetaria del Instituto para identificar los documentos de referencia a un determinado objeto, y también puede buscar por posición del objeto, lista de documentos que se refieren a objetos dentro de 10 minutosde arco un determinado radio de ascensión recta y declinación. Estas bases de datos combinan las múltiples denominaciones en catálogo que podría tener un objeto, de modo que la búsqueda de "las Pléyades" encuentran también documentos del famoso  cúmulo abierto en Tauro también arroja artículos en virtud de cualquiera de sus otras denominaciones o catálogo de nombres populares, como "M45", "las Siete Hermanas" o "Melotte 22".

### Sinónimo de sustitución
Una vez que los términos de búsqueda se han pre-procesados, se consulta la base de datos con la versión revisada del término de búsqueda, como también sinónimos de la misma. Además de sinónimos simples de sustitución, como la búsqueda de las dos formas singular y plural, ADS también busca un gran número de sinónimos específicamente astronómicos. Por ejemplo, espectrógrafo y espectroscopio dan básicamente el mismo significado, y en un contexto astronómico metalicidad y abundancia son también sinónimos. La lista de sinónimos de ADS se ha creado manualmente, mediante la agrupación de la lista de palabras en la base de datos de acuerdo con significados similares.
Además de sinónimos en idioma inglés, ADS también busca por traducciones al inglés de términos de búsqueda en otros idiomas y viceversa, de modo que la búsqueda de la palabra francesa "soleil" recupera referencias a "Sun", y documentos en otros idiomas aparte del inglés pueden ser encontrados al introducir términos de búsqueda en inglés. 
La opción sinónimo de reemplazo puede ser desactivada si es necesario, de modo que un término raro que es sinónimo de un término mucho más común puede ser buscado específicamente.

### Resultado filtrado
Los resultados de la búsqueda se pueden filtrar de acuerdo a una serie de criterios, incluyendo la especificación de un período de años, y en qué tipo de revista el artículo aparece, artículos no revisados por pares, tales como actas de congresos pueden ser incluidos o excluidos de la búsqueda.

## Resultados de la búsqueda
Aunque fue concebido como un medio para acceder a los resúmenes y ponencias, ADS ofrece una cantidad sustancial de información auxiliar, junto con los resultados de búsqueda. Para cada resumen devuelto, se ofrecen enlaces a otros documentos en la base de datos que se refieren, y que cita el documento, y se proporciona un enlace a una preimpresión, cuando exista. El sistema también genera un enlace a "artículos recomendados para leer"  esto es, los que accedidos con más frecuencia por aquellos que leyeron el artículo. De esta manera, un usuario puede saber mediante el ADS que documentos son de mayor interés para los astrónomos que están interesados en el tema de un documento.
También el ADS devuelve enlaces a las bases de datos SIMBAD y/o Extragaláctica de nombre de objeto, a través de la cual un usuario puede encontrar rápidamente los datos de observaciones básicas acerca de los objetos analizados en un documento, y encontrar más documentos sobre los objetos.

## Impacto en la astronomía
ADS es un instrumento de investigación muy utilizado por los astrónomos, y su impacto en la investigación astronómica es considerable. Varios estudios han estimado cuantitativamente como ADS ha impactado sobre la eficiencia de los trabajos en astronomía; un estudio estimó que el ADS aumentó la eficiencia de la investigación astronómica en 333 años de investigación por año, y otro consideró que su efecto en 2002 fue equivalente al trabajo que realizarían  736 investigadores de tiempo completo, o al de todas las investigaciones astronómicas hechas en Francia.  ADS ha permitido que búsquedas bibliográficas que previamente hubieran tomado días o semanas completarlas en cuestión de segundos, y se estima que los anuncios se ha incrementado el número de lectores y uso de la literatura astronómica por un factor de tres desde su inicio.
En términos monetarios, este aumento en la eficiencia representa una cantidad considerable. Fafo que hay alrededor de 12.000 investigadores astronómicos activos en todo el mundo, el efecto del ADS sería equivalente a aumentar en un 5% de la población activa de astrónomos. El presupuesto de investigación astronómica mundial se estima entre 4000 y 5000 millones de dólares, por lo que el valor que aporta ADS a la astronomía sería de unos 250 millones de dólares anuales. Su presupuesto de funcionamiento es una pequeña fracción de esta cantidad.
La gran importancia de la ADS a los astrónomos ha sido reconocida por las Naciones Unidas, la Asamblea General ha elogiado a ADS por su labor y éxito, señalando en los informes de la Comisión de las Naciones Unidas sobre el Utilización Pacífica del Espacio Ultraterrestre su importancia para los astrónomos en el mundo en desarrollo. Un informe de 2002 por un comité que visitó al Centro de Astrofísica, indicó que el servicio había "revolucionado la utilización de la literatura astronómica" y era "probablemente la más valiosa contribución a la astronomía de investigación que el Centro de Astrofísica ha hecho en su existencia".

## Estudios sociológicos que lo usan
Debido a que es utilizado casi universalmente por los astrónomos, ADS puede revelar mucho sobre cómo la investigación astronómica se distribuye en todo el mundo. La mayoría de los usuarios del sistema acceden al sistema desde institutos de educación superior, cuya dirección IP se puede utilizar fácilmente para determinar la ubicación geográfica del usuario. Los estudios revelan que los mayores cantidades de usuarios de ADS  per cápita corresponden a astrónomos de Francia y Países Bajos, y mientras los países más desarrollados (medido por el PIB per cápita) utilizar el sistema más de los países menos desarrollados, la relación entre el PIB per cápita y el uso de ADS no es lineal. La relación de usos del ADS per cápita es muy superior al PIB per cápita, y la investigación básica llevada a cabo en un país, medida por el uso de ADS, se ha encontrado es proporcional al cuadrado del PIB del país dividido por su población.
Las estadísticas de uso de ADS sugieren también que los astrónomos de los países más desarrollados tienden a ser más productivos que los de los países menos desarrollados. El volumen de investigación básica llevada a cabo es proporcional al número de astrónomos en un país, multiplicado por el PIB per cápita. Las estadísticas también indican que los astrónomos de las culturas europeas llevan a cabo unas tres veces más  investigación que los de las culturas asiáticas, tal vez relacionado con las diferencias culturales en cuanto a la importancia que se concede a la investigación astronómica allí.  
ADS se ha utilizado también para mostrar que el porcentaje de trabajos de astronomía producidos por una sola persona ha disminuido sustancialmente desde 1975 y que los artículos astronómicos con más de 50 autores se han vuelto más comunes desde 1990.

### En inglés
- NASA ADS: ADS Home Page
- Mirror en Strasburgo
- Mirror en Chile
- ADS help pages

- Datos: Q752099
- Multimedia: Astrophysics Data System / Q752099